# E24
La ruta europea E24 és una carretera que forma part de la Xarxa de carreteres europees. Comença a Birmingham (Regne Unit) i finalitza a Ipswich (Regne Unit). Té una longitud de 254 km i una orientació d'est a oest.